# USS Wichita (LCS-13)
La USS Wichita è una nave Classe Freedom, costruite da Marinette Marine.È la terza nave ad essere chiamata Wichita, la più grande città in Kansas.

## Costruzione
Nel 2002, la Marina degli Stati Uniti ha avviato un programma per sviluppare la prima di una flotta di navi da combattimento costiere. La Marina inizialmente ordinò due navi monoscafo dalla Lockheed Martin, che divenne nota come le navi da combattimento litoranee di classe Freedom dopo la consegna della prima nave della classe: la USS Freedom. Le navi da combattimento costiere della US Navy con numero dispari sono costruite utilizzando il design del monoscafo di classe Freedom, mentre le navi con numero pari si basano su un design concorrente, la nave da combattimento litoranea di classe Independence con scafo trimarano di General Dynamics. L'ordine iniziale delle navi da combattimento costiere prevedeva un totale di quattro navi, di cui due della classe Freedom.
La USS Wichita include ulteriori miglioramenti della stabilità rispetto al design Freedom originale; lo specchio di poppa è stato allungato per collocare serbatoi di galleggiamento che aumentano il servizio di peso e migliorano la stabilità. La nave sarà inoltre dotata di sensori automatizzati per consentire la "manutenzione basata sulle condizioni" e ridurre il lavoro dell'equipaggio riscontrato con l'impiego della USS Freedom durante il suo primo schieramento.
La cerimonia di posa della chiglia è avvenuta il 9 febbraio 2015 a Marinette, nel Wisconsin. Sponsorizzata da Kate Lehrer, moglie del nativo di Wichita Jim Lehrer, la nave è stata battezzata e varata il 17 settembre 2016. Lo stemma navale incorpora elementi della bandiera Wichita, insieme a un teschio di bisonte e piume che rappresentano l'eredità dei nativi americani e il grano per riflettere lo stato del raccolto principale del Kansas. È assegnata al Littoral Combat Ship Squadron Two. La nave è stata acquistata dalla Marina degli Stati Uniti da Lockheed Martin e dal cantiere Marinette Marine il 22 agosto 2018 insieme alla USS Sioux City.

## Impiego operativo

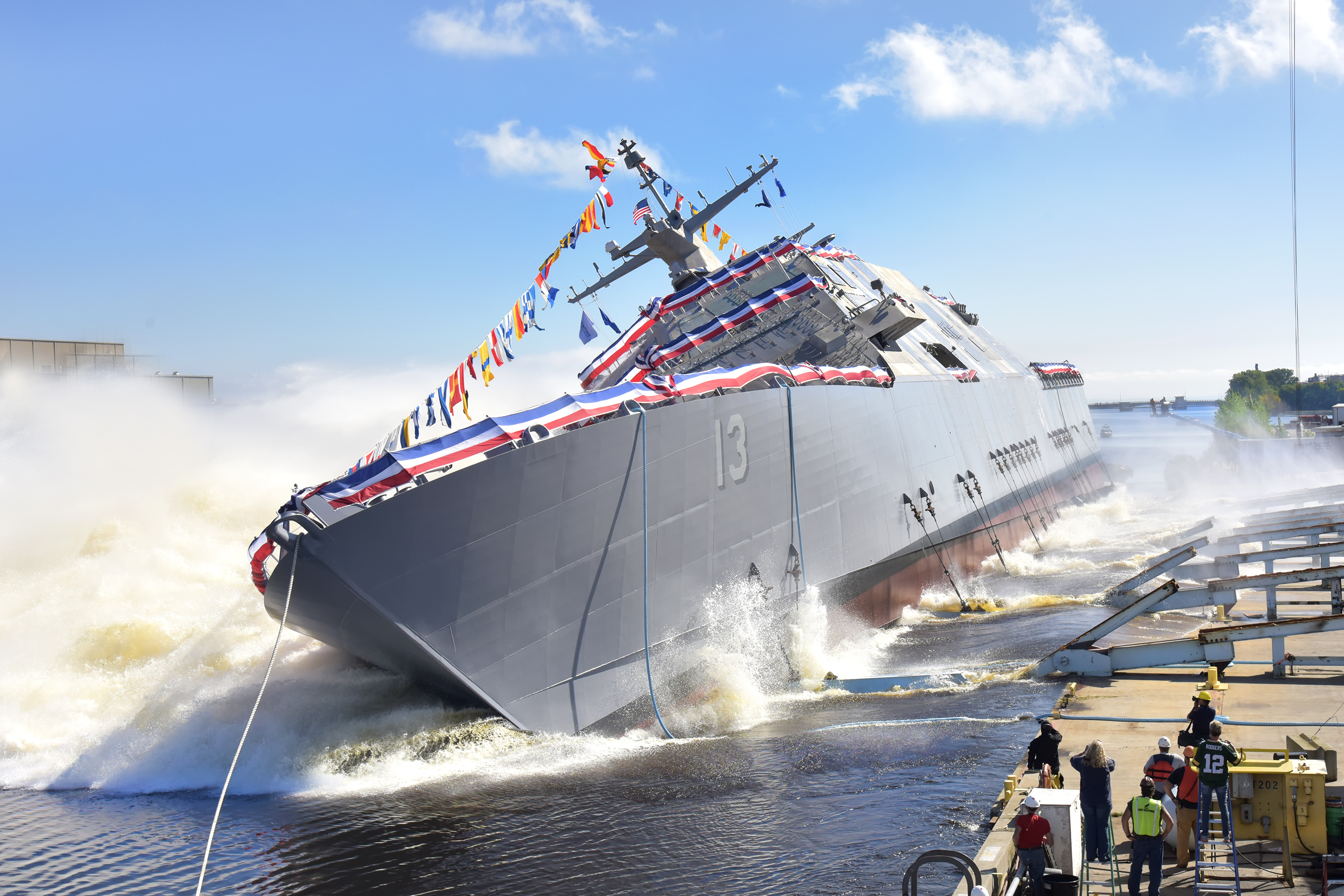
La USS Wichita varata il 17 settembre 2016

Il 4 novembre 2020, il contrammiraglio Don Gabrielson e Brigadiere generale Phillip Frietze hanno firmato il piano di supporto della campagna marittima della forza congiunta in una cerimonia a bordo di Wichita alla Naval Station Mayport, in Florida.
Il 25 febbraio 2021, la nave insieme al Sea Knights of Helicopter Sea Combat Squadron (HSC) 22, distaccamento 8, supporta le operazioni nell'area di responsabilità del comando meridionale degli Stati Uniti. Il 9 aprile, la USS Wichita e la Jamaica Defense Force Coast Guard pattugliatore HMJS Cornwall si sono esercitate a fare fuoco. La nave è schierata con la 4ª flotta operativa degli Stati Uniti per supportare la missione della Joint Interagency Task Force South, che include la lotta al traffico illecito di droga nei Caraibi e nel Pacifico orientale.